# ホテルニラカナイ小浜島
ホテルニラカナイ小浜島（ホテルニラカナイこはまじま）は、沖縄県八重山郡竹富町の小浜島にあるリゾート施設である。

## 概要
2001年（平成13年）11月23日に南西楽園小浜島リゾートとして開業。八重山列島で唯一、かつ、日本最南端・最西端のフルコースのゴルフ場である小浜島カントリークラブを併設している。
2016年（平成28年）に楽天トラベルが宿泊実績をもとに発表した「女ひとり旅」、「男ひとり旅」に人気の宿ランキングでは、「女ひとり旅」の1位、「男ひとり旅」の6位に選定されている。
2010年以降のホテルの名称に含まれる「ニラカナイ」は、同じくユニマットグループが開発し2004年に開業した西表島の西表サンクチュアリーリゾート ニラカナイ（現・星野リゾート 西表島ホテル）と共通するもので、琉球語において理想郷を意味する「ニライカナイ」をモチーフにした造語である。

## 沿革
ユニマットグループの株式会社ユニマットリゾート（当時）が開発し、2001年（平成13年）11月に南西楽園小浜島リゾートとして開業。当初は、コテージ形式の8棟の宿泊施設「ヴィラ・ハピラパナ」と、ゴルフ場「ハイムルミラージュカントリークラブ」とからなっていた。ゴルフ場は、隣接するリゾート施設はいむるぶしの親会社であるヤマハの計画を引き継いで建設されたものである。
2005年（平成17年）には、全室スイートルームの「ラグーンスイートヴィラアラマンダ」（60室）を増設して、全162室となった。2010年（平成22年）4月には小浜島リゾート&スパ ニラカナイにリブランド。
2011年（平成23年）10月1日から2017年（平成29年）3月31日まで星野リゾートに運営委託し、星野リゾート リゾナーレ小浜島として営業。委託終了に伴い、2017年（平成29年）4月1日からホテルニラカナイ小浜島及びホテルアラマンダ小浜島に名称を変更。2019年（平成31年）4月1日に、ホテルアラマンダ小浜島をホテルニラカナイ小浜島に改称し、2つの施設の名称を統一した。
2019年（令和元年）5月7日から、再び星野リゾートグループが運営を受託することとなり、10月1日から改修のために休館。2020年（令和2年）4月20日に星野リゾート リゾナーレ小浜島としてリニューアルオープンする予定である。

### 年表
- 2001年（平成13年）11月23日 - 南西楽園小浜島リゾートとして開業[9]。
- 2002年（平成14年）4月1日 - 本格オープン[9]。
- 2005年（平成17年） - 全室スイートルームのラグーンスイートヴィラアラマンダ（60室）を増設。
- 2010年（平成22年）4月 - 小浜島リゾート&スパ ニラカナイに名称を変更。
- 2011年（平成23年）10月1日 - 星野リゾートに運営委託し、星野リゾート リゾナーレ小浜島に名称を変更。
- 2017年（平成29年）4月1日 - 星野リゾートへの委託終了に伴い、ホテルニラカナイ小浜島及びホテルアラマンダ小浜島に名称を変更。
- 2019年（平成31年・令和元年）
  - 4月1日 - ホテルニラカナイ小浜島に名称を統一。
  - 5月7日 - 星野リゾートグループに運営を移管。
  - 10月1日 - 改修のため休館。
- 2020年（令和2年）4月20日 - 星野リゾート リゾナーレ小浜島としてリニューアルオープン予定。

## アクセス
石垣島の石垣港離島ターミナルから、旅客船（高速船）で小浜島の小浜港まで約25分。小浜港から送迎バスで約10分。